# Giro del Piemonte 1940
Il Giro del Piemonte 1940, trentaduesima edizione della corsa, si svolse il 2 maggio 1940 su un percorso di 269,3 km con partenza e arrivo a Torino. Fu vinto dall'italiano Cino Cinelli, che completò la prova in 7h52'52" precedendo in volata i connazionali Aldo Bini e Osvaldo Bailo; giunsero al traguardo 42 dei 110 ciclisti partiti.
La gara, organizzata dalla Gazzetta del Popolo e dalla S.C. Vigor, fu valida come terza delle sette prove del Campionato italiano 1940.

## Percorso
Il percorso prese il via da corso Giulio Cesare, a Torino, per volgere subito in direzione nord-est verso Settimo Torinese, Chivasso e Cigliano (km 36). Si transitò quindi da Borgo d'Ale, Biella (km 67), Pettinengo (km 70) e le località della Valle di Mosso (tra cui Crocemosso), per scendere poi verso Cossato, Buronzo (km 115,3), Vercelli e Casale Monferrato (km 166); da lì si affrontarono diverse asperità sulle colline monferrine e torinesi, transitando nell'ordine da Ozzano, Moncalvo (salita, km 187), Asti, Moriondo (salita), Chieri, La Rezza (salita). Dalla Rezza, discesa verso Castiglione Torinese e breve tratto in pianura, passando da San Mauro Torinese, per giungere dopo 269,3 km al traguardo del Motovelodromo di Corso Casale.

## Ordine d'arrivo (Top 10)
| Pos. | Corridore         | Squadra     | Tempo    |
| ---- | ----------------- | ----------- | -------- |
| 1    | Cino Cinelli      | Bianchi     | 7h52'52" |
| 2    | Aldo Bini         | Bianchi     | s.t.     |
| 3    | Osvaldo Bailo     | Gerbi       | s.t.     |
| 4    | Diego Marabelli   | Individuale | s.t.     |
| 5    | Adolfo Leoni      | Bianchi     | s.t.     |
| 6    | Walter Diggelmann | Individuale | s.t.     |
| 7    | Adriano Vignoli   | Individuale | s.t.     |
| 8    | Pierino Favalli   | Legnano     | s.t.     |
| 9    | Settimio Simonini | Individuale | s.t.     |
| 10   | Severino Canavesi | Gloria      | s.t.     |